# Itardiornis hessae
Itardiornis hessae — вид викопних журавлеподібних птахів вимерлої родини Messelornithidae, що існував на межі еоцену та олігоцену в Європі. Викопні рештки знайдені на півдні Франції.